# Schistotylus
Schistotylus là một chi thực vật có hoa trong họ, Orchidaceae.